# Asociación de Bibliotecas de Estados Unidos
La Asociación de Bibliotecas de Estados Unidos — en inglés: American Library Association (ALA) — es una organización sin fines de lucro con sede en Estados Unidos que promueve las bibliotecas a nivel internacional. Esta asociación de bibliotecas es la más antigua y más grande del mundo y cuenta con más de 62 000 miembros. Fue fundada el 6 de octubre de 1876, durante la Exposición del Centenario en Filadelfia, tiene como misión proporcionar el liderazgo para el desarrollo, la promoción y la mejora de las bibliotecas y servicios de información y profesionales de las bibliotecas, con el fin de mejorar el aprendizaje y garantizar el acceso a la información para todos.

## Historia
En septiembre de 1853 se celebró una convención en la ciudad de Nueva York con la intención de formar una organización permanente. La conferencia contó con la participación de 80 hombres. Charles C. Jewett (Smithsonian Institution) fue elegido presidente y Seth Hastings Grant (New York Mercantile Library), secretario. Se designó un comité formado por cinco personas con la misión de organizar una segunda reunión en 1854, pero no llegó a realizarse. 
En 1876 se celebró una Convención de Bibliotecarios en Pensilvania con la intención de formar una organización profesional de bibliotecarios. El objetivo sería permitir a los bibliotecarios hacer su trabajo más fácilmente y a un menor costo. Así pues, en 1879, Henry B. Peirce, el Secretario de la Commonwealth de Massachusetts, firmó la carta oficial por la que Justin Winsor, CA Cutter, Samuel S. Green, James L. Whitney, Melvil Dui, Fred B. Perkins y Thomas W. Bicknell se asociaban para constituir la ALA.
En la década de 1930 los activistas bibliotecarios presionaron a la Asociación de Bibliotecas de Estados Unidos para que tuvieran más en cuenta las cuestiones planteadas por los jóvenes miembros involucrados en temas como la segregación, los sindicatos de la biblioteca, la paz y la libertad intelectual. En 1931 se formó la Mesa Redonda de Miembros Junior (en inglés Junior Members Round Table, JMRT) con el propósito de que éstos pudieran dar sus opiniones.  Durante este período de tiempo, se llevó a cabo la primera Declaración de los Derechos de las Bibliotecas (Library Bill of Rights, LBR) redactado por Forrest Spaulding para establecer un estándar contra la censura. Se adoptó por la ALA en 1939. Esto ha sido reconocido como el momento decisivo de la biblioteconomía moderna donde se puede ver una profesión comprometida con la libertad intelectual y el derecho a leer sobre los dictados del gobierno. En 1936 se formó la Mesa Redonda de la Organización del Personal y en 1940 la Mesa Redonda de Uniones de la Biblioteca.
La ALA nombró un comité para estudiar la censura y recomendar políticas tras la prohibición de la novela Las uvas de la ira y la aplicación de la LBR. En 1940 el comité informó que la libertad intelectual y el profesionalismo estaban vinculados y recomendó un comité permanente, el Comité de Libertad Intelectual. La asociación realizó inversiones para fortalecer la LBR en junio de 1948. En 1951 se aprobó la Declaración sobre etiquetado para desalentar material de etiquetado subversivo y adoptó la Declaración de Libertad para Leer y la Declaración de la Biblioteca en el Extranjero, en 1953.
En 1961, la ALA tomó posición con respecto al servicio a los afroamericanos y otras personas, defendiendo el servicio de la biblioteca igual para todos. Se aprobó una reforma del LBR donde se dejó claro que el individuo de una biblioteca nunca tiene que ser negado ni limitado por motivos de raza, religión, origen nacional, o puntos de vista políticos. Algunas comunidades decidieron cerrar sus puertas en lugar de eliminar la segregación.
En 1967 algunos bibliotecarios protestaron contra el discurso pro-guerra de Vietnam pronunciado por el general Maxwell D. Taylor en la conferencia anual de la ALA en San Francisco; el expresidente de la Universidad Sarah Lawrence, Harold Taylor, habló en la Conferencia de la Biblioteca Regional del Atlántico Medio sobre el profesionalismo con responsabilidad social; y en menos de un año, un grupo de bibliotecarios propuso que la ALA formase una nueva mesa redonda sobre responsabilidades sociales de las bibliotecas. Así se formó un Comité Organizador de la mesa redonda ALA sobre responsabilidades sociales de las Bibliotecas. Este grupo se basó en muchos otros grupos subrepresentados en la ALA, que carecían de poder. Esta formación del comité fue aprobada en 1969 y cambió su nombre en 1971 por el de Mesa Redonda de Responsabilidades Sociales (SRRT, por sus siglas en inglés). Comenzaron a presionar a los líderes de la ALA sobre los sindicatos de bibliotecas, las condiciones de trabajo, los salarios y la libertad intelectual.
En junio de 1990, la ALA aprobó la Política de Servicios Bibliotecarios para los Pobres y en 1996 el Grupo de Trabajo sobre el Hambre y las personas sin hogar.

## Membresía
Ser miembro de la ALA está abierto a cualquier persona u organización, aunque la mayoría de sus miembros son bibliotecas o bibliotecarios. La mayoría de los miembros viven y trabajan en los Estados Unidos. Los miembros internacionales comprenden el 3,5 % del total.

## Estructura de gobierno
La ALA se rige por un Consejo Electo y una Junta Ejecutiva. Las políticas y los programas son administrados por diferentes comités y mesas redondas. Una de las tareas más visibles de la organización es supervisada por la Oficina de Acreditación, que revisa y autoriza las instituciones académicas estadounidenses y canadienses que ofrecen programas de grado en bibliotecas y ciencias de la información. La ALA cuenta con presidentes notables como la primera mujer presidenta de la ALA, Theresa Elmendorf (1911-1912), Clara Stanton Jones, que fue la primera presidenta afroamericana (durante los años 70) o Loriene Roy, primera presidenta nativa americana (2007-2008). Otros presidentes notables fueron Michael Gorman (2005-2007), Roberta A. Stevens (2010-2001) o Carla Hayden (2003-2004), la primera mujer afroamericana en ocupar el cargo de Bibliotecaria del Congreso de los EE. UU.

### Actividades
El propósito oficial de la asociación es «promover el servicio de bibliotecas y la bibliotecología. La asociación se compone de once divisiones, las unidades de membresía que se enfocan en tipos de bibliotecas, tales como públicas o académicas; en tipos de servicios, tales como servicios infantiles, técnicos o de usuario; o en áreas particulares de interés, como tecnología de información o administración. Sólo siendo miembro de la ALA puede unirse a una de las once divisiones. Las divisiones ofrecen programas y publicaciones; recaudar las cuotas de membresía; celebrar conferencias, institutos y talleres nacionales; y elegir o nombrar su propia estructura de gobierno, comités, grupos de trabajo y grupos de discusión. 

### Divisiones notables
- Ediciones ALA (edición de libros)
- Asociación Americana de Bibliotecarios Escolares (AASL)
- Asociación para la biblioteca Colecciones y Servicios Técnicos (ALCTS)
- Asociación para el Servicio de Bibliotecas a la Niñez (ALSC)
- Asociación de Bibliotecas Universitarias y de Investigación (ACRL)
- Asociación de Tecnología de Información de la Biblioteca (LITA)
- El liderazgo y la Asociación de Gestión de Biblioteca (llama)
- Asociación de Bibliotecas Públicas (PLA)
- Asociación de Usuarios de referencia y Servicios (RUSA)
- Asociación de Jóvenes Adultos Biblioteca Servicios (YALSA)

### Oficinas notables
- Oficina de Libertad Intelectual (OIF)
- Oficina de Acreditación (OA)
- Oficina de Servicios de Alfabetización y Difusión (OLOS)
- Oficina de Política de Informática (OITP)

## Posiciones políticas
La ALA respalda cuestiones políticas relacionadas con las bibliotecas y la biblioteconomía en Estados Unidos. Para los casos judiciales que tocan temas sobre los que la organización mantenga posiciones, la ALA a menudo presenta escritos amici curiae, ofreciendo voluntariamente información sobre algún aspecto del caso para ayudar al tribunal a decidir sobre un asunto del mismo. La ALA tiene una oficina en Washington D. C., que presiona al Congreso sobre cuestiones relacionadas con las bibliotecas, información y comunicación. También proporciona materiales para las bibliotecas que pueden incluir información sobre cómo solicitar ayudas y subvenciones, la forma de cumplir con la ley y la manera de oponerse a una ley.

### Privacidad
En 2003, la ALA aprobó una resolución contraria a la Patriot Act, afirmando que secciones de la ley constituían «un peligro actual para los derechos constitucionales y los derechos de privacidad de los usuarios de la biblioteca». Desde entonces, la  ALA y sus miembros han buscado cambiar la ley mediante el trabajo con los miembros del Congreso y la educación de la comunidad y la prensa sobre el potencial de la ley para violar los derechos de privacidad de los usuarios de la biblioteca. La ALA también ha participado en calidad de amicus curiae en demandas presentadas por personas físicas para impugnar la constitucionalidad de la Ley Patriota de los EE. UU., incluyendo una demanda presentada por cuatro bibliotecarios de Connecticut después de que el consorcio de bibliotecas que administraron recibiera una carta de seguridad nacional en busca de información acerca de los usuarios de la biblioteca. Después de varios meses de litigio, la demanda fue desestimada cuando el FBI decidió retirar la Carta de Seguridad Nacional. En 2007, los «Cuatro de Connecticut» fueron honrados por la ALA con el Premio Paul Howard al Valor por su desafío a la Carta de Seguridad Nacional y la disposición de mordaza de la Ley Patriota de EE. UU.
En 2006, la ALA vendió botones humorísticos de "bibliotecario militante radical" como apoyo de las posturas de la ALA sobre la libertad intelectual, la privacidad y las libertades civiles. La inspiración para el diseño del botón vino de documentos obtenidos del FBI por el Centro de Información Electrónica de Privacidad Electronic Privacy Information Center (EPIC) a través de una solicitud de la Ley de Libertad de Información Freedom of Information Act (FOIA). La solicitud reveló una serie de correos electrónicos en los que los agentes del FBI se quejaron de los "bibliotecarios radicales y militantes" mientras criticaban la reticencia del FBI a usar las órdenes secretas autorizadas por la sección 215 de la Patriot Act.

### Derechos de autor
La ALA «apoya los esfuerzos de modificación de la Ley de Derechos de Autor del Milenio Digital [Digital Millennium Copyright Act]] (DMCA) e insta a los tribunales a restablecer el equilibrio en la ley de los derechos de autor, garantizar un uso justo y proteger y extender el dominio público», así como el cambio de la ley de derechos de autor para eliminar daños cuando se utilizan las obras huérfanas sin permiso; no se fía de la gestión de derechos digitales. En el caso de la ALA vs. FCC (Federal Communications Commission), demandó con éxito a dicha Comisión para evitar la regulación que obligaba a los televisores digitales de la próxima generación a contener hardware de gestión de derechos. 
Se ha unido a la Alianza de Acceso a la Información para promover el acceso abierto a la investigación. La Red de Derechos de Autor de la Oficina de la Asociación de Política de Informática proporciona recursos de derechos de autor a las bibliotecas y las comunidades a las que sirven. La ALA es un miembro de la Library Copyright Alliance, junto con la Asociación de Bibliotecas de Investigación y la Asociación de Bibliotecas Universitarias y de Investigación, que proporcionan una voz unificada para los más de 300 000 profesionales de la información en los Estados Unidos. Apoya también la Ley de Dispositivos Propios, que fomenta la evolución social y comercial del "internet de las cosas", es decir, la tecnología que hace posible la comunicación entre los dispositivos. 